# 香川オリーブガイナーズの選手一覧
香川オリーブガイナーズの選手一覧（かがわオリーブガイナーズのせんしゅいちらん）は、四国アイランドリーグplusの香川オリーブガイナーズに所属する選手・監督・コーチ、およびかつて所属していた主な選手の一覧である。

## 現役選手・スタッフ
※選手については出場登録（契約）者と練習生の両方を含む（シーズン中に頻繁に登録者・練習生が入れ替わるため、本リスト上では特に区別をおこなわない）。
※備考欄の「移籍」はリーグから移籍選手として公示されたもの。それ以外に前年リーグ他球団に所属歴のある選手は「前年は××に所属」と記載。

### 監督・コーチ
| 名前     | 背番号 | 役職               |
| -------- | ------ | ------------------ |
| 熊野輝光 | 76     | 監督               |
| 相原雅也 | 79     | 投手コーチ         |
| 大西龍聖 | 67     | 選手兼任野手コーチ |

### 投手
| 名前       | 背番号 | 投打 | 備考             |
| ---------- | ------ | ---- | ---------------- |
| 三河隼平   | 11     | 右右 | 2025年度新入団   |
| 長澤栄汰   | 12     | 右右 |                  |
| 田代樹     | 13     | 右右 |                  |
| 和泉圭祐   | 15     | 右右 |                  |
| 山本力聖   | 16     | 右左 |                  |
| 山上達貴   | 17     | 右左 |                  |
| 森元彪向   | 18     | 右右 | 2025年度新入団   |
| 森山喬介   | 19     | 右右 |                  |
| 土岐尚史   | 21     | 左左 | 2025年度新入団   |
| 西坂秀斗   | 26     | 左左 |                  |
| 八尋大誠   | 29     | 左左 |                  |
| 佐々木海允 | 30     | 右右 |                  |
| 香川卓摩   | 34     | 左左 |                  |
| 黒川朝元   | 41     | 右右 | 2025年度新入団   |
| 河合幸輝   | 48     | 右右 |                  |
| 板垣瑠翼   | 61     | 右右 | 2025年度新入団   |
| 前田琉成   | 77     | 右右 | 2025年度新入団   |
| 松村力     | 96     | 右右 | 2025年度新入団   |
| 千代舞生   | 98     | 右右 | 背番号14から変更 |
| 塩山翔太   | 99     | 右右 | 2025年度新入団   |

### 捕手
| 名前     | 背番号 | 投打 | 備考 |
| -------- | ------ | ---- | ---- |
| 川上起平 | 22     | 右左 |      |
| 磯村圭吾 | 27     | 右右 |      |
| 福井玲央 | 55     | 右右 |      |

### 内野手
| 名前     | 背番号 | 投打 | 備考                            |
| -------- | ------ | ---- | ------------------------------- |
| 平野晴海 | 0      | 右右 |                                 |
| 高木優   | 1      | 右右 | 2025年度新入団                  |
| 長嶺良亮 | 7      | 右左 |                                 |
| 高宮一真 | 8      | 右左 | 2025年度新入団                  |
| 山田航平 | 9      | 右左 | 外野手登録から変更              |
| 坂東巧海 | 23     | 右右 |                                 |
| 田中力   | 25     | 右左 |                                 |
| 山本奨真 | 39     | 右右 | 2025年度新入団 前年は高知に所属 |
| 嶋本将人 | 51     | 右右 | 捕手登録から変更                |
| 大西龍聖 | 67     | 右右 | 背番号5から変更 コーチ兼任      |

### 外野手
| 名前       | 背番号 | 投打 | 備考                        |
| ---------- | ------ | ---- | --------------------------- |
| 松尾翔二朗 | 2      | 右右 | 2025年度新入団              |
| 田中蓮     | 5      | 右右 | 2025年度新入団              |
| 矢尾板昂大 | 42     | 右左 |                             |
| 山下馨矢   | 52     | 左左 | 背番号00から変更 キャプテン |

## 過去に在籍した主な選手

### NPB入団選手
※年はNPB入団前の最終所属年度。当球団から直接入団した選手に限る。
- 2006年
  - 深沢和帆 - 読売ジャイアンツ（大学生・社会人ドラフト5位、2007年 - 2008年）
  - 伊藤秀範 - 東京ヤクルトスワローズ（育成ドラフト1位、2007年 - 2008年）、引退後投手コーチ（2011年後期 - 2016年）
- 2007年
  - 三輪正義 - 東京ヤクルトスワローズ（大学生・社会人ドラフト6位、2008年 - 2019年）
- 2008年
  - 生山裕人 - 千葉ロッテマリーンズ（育成ドラフト4位、2009年 - 2012年）、引退後野手コーチ（2021年）
  - 塚本浩二 - 東京ヤクルトスワローズ（育成ドラフト2位、2009年 - 2010年）
  - 堂上隼人 - 福岡ソフトバンクホークス（育成ドラフト5位、2009年 - 2012年）
  - 丈武 - 東北楽天ゴールデンイーグルス（育成ドラフト1位、2009年 - 2011年）
- 2009年
  - 福田岳洋 - 横浜ベイスターズ（ドラフト5位、2010年 - 2013年）
- 2010年
  - 大原淳也 - 横浜ベイスターズ（ドラフト7位、2011年 - 2012年）
  - 上野啓輔 - 東京ヤクルトスワローズ（育成ドラフト2位、2011年 - 2012年）
- 2011年
  - 冨田康祐 - 横浜DeNAベイスターズ（育成ドラフト1位、2012年 - 2014年）
  - 西森将司 - 横浜DeNAベイスターズ（育成ドラフト2位、2012年 - 2019年）
  - 中村真崇 - 広島東洋カープ（育成ドラフト2位、2012年 - 2013年）
  - 亀澤恭平 - 福岡ソフトバンクホークス（育成ドラフト2位、2012年 - 2014年、2015年 - 2019年は中日ドラゴンズ）
- 2012年
  - アレッサンドロ・マエストリ - オリックス・バファローズ（2012年 - 2015年）
  - 星野雄大 - 東京ヤクルトスワローズ（ドラフト5位、2013年 - 2017年）
  - 水口大地 - 埼玉西武ライオンズ（育成ドラフト2位、2013年 - 2020年）
- 2013年
  - 又吉克樹 - 中日ドラゴンズ（ドラフト2位、2014年 - 2021年、2022年 - は福岡ソフトバンクホークス)
- 2014年
  - 寺田哲也 - 東京ヤクルトスワローズ（ドラフト4位、2015年 - 2016年）
  - 篠原慎平 - 読売ジャイアンツ（育成ドラフト1位、2015年 - 2018年）
- 2015年
  - ドリュー・ネイラー - 中日ドラゴンズ（2015年 - 2016年）
  - 松本直晃 - 埼玉西武ライオンズ（ドラフト10位、2016年 - 2019年）
  - 大木貴将 - 千葉ロッテマリーンズ（育成ドラフト1位、2016年 - 2019年）
  - 赤松幸輔 - オリックス・バファローズ（育成ドラフト2位、2016年 - 2017年）
- 2016年
  - 松澤裕介 - 読売ジャイアンツ（育成ドラフト8位、2017年 - 2018年）
- 2019年
  - 畝章真 - 広島東洋カープ（育成ドラフト3位、2020年 - 2021年）
- 2020年
  - 歳内宏明 - 東京ヤクルトスワローズ（元・阪神タイガース、2020年 - 2021年）

### MLB入団選手
※年はMLB入団前の最終所属年度。当球団から直接入団した選手に限る。
- 2007年
  - 松尾晃雅 - ボストン・レッドソックス (マイナー契約、2008年、引退)、最優秀防御率 (2005年)、最多勝利、最多奪三振 (2006年)

### 海外プロリーグ入団選手
※年は海外プロリーグ入団前の最終所属年度。当球団から直接入団した選手に限る。
- 2011年
  - リ・ミョンファン - NCダイノス (元・起亜タイガース、2012年[2] - 2014年)、最多打点、ベストナイン (2011年)

### その他
投手
- 天野浩一 - 元・広島東洋カープ、最多セーブ（2007年）、香川オリーブガイナーズ投手コーチ（2010年 - 2011年途中、2018年 - 2020年）
- 石田啓介 - 現・埼玉西武ライオンズスタッフ[3]
- 石田哲也 - 退団後、東京ヤクルトスワローズ打撃投手[4]
- 大高歩
- 片岡篤志
- 川崎貴弘 - 中日ドラゴンズからの派遣選手（2015年）
- 岸本淳希 - 中日ドラゴンズからの派遣選手（2016年）
- キム・ギョンテ - 元・LGツインズ
- 小林亮寛 - 元・千葉ロッテマリーンズ
- 近藤壱来 - 最多勝（2021年）、最多奪三振（2022年）、MVP（2021年）
- 近藤一樹 - 元・東京ヤクルトスワローズ、コーチ兼任
- 下地栄輝 - 現・東北楽天ゴールデンイーグルス打撃投手
- 杉尾拓郎
- スティーブン・チェンバース - 野球オーストラリア代表選手
- ゾーゾー・ウー - 野球ミャンマー代表選手
- 髙尾健太 - 最多勝利（2010年、2011年）、最多奪三振（2010年、2011年）
- 高島秀伍 - 最多勝（2018年）
- 永川光浩 - 広島東洋カープからの派遣選手（2013年）
- 白村明弘 - 元・北海道日本ハムファイターズ
- 橋本亮馬 - 最多セーブ（2010年）、退団後に横浜ベイスターズ打撃投手
- 浜田智博 - 中日ドラゴンズからの派遣選手（2017年）
- 原田宥希 - 最多奪三振（2017年）、最優秀防御率（2018年）、ベストナイン（2018年）・年間および前期MVP（2018年）
- 平岡佑梧 - 現・東京ヤクルトスワローズスカウト[5]
- 福岡美輝
- 前川勝彦 - 元・オリックス・バファローズ、最優秀防御率（2010年）、ベストナイン・年間MVP（2010年）
- 又吉亮文 - 最多セーブ（2019年）、又吉克樹の実弟
- 山中達也 - 元・広島東洋カープ
- 山野恭介 - 広島東洋カープからの派遣選手。最多勝利（2010年）、ベストナイン・年間MVP（2012年）
- ルーカス・アーバイン

捕手
- コナー・オゴーマン - 野球ニュージーランド代表選手
- 近藤大輔 - 現・福岡ソフトバンクホークスブルペン捕手[6]
- 張政憲 - 退団後、興農ブルズに入団
- 三國慶太 - 退団後、2014年まで横浜DeNAベイスターズブルペン捕手
- 三好一生 - ベストナイン（2019年）

内野手
- 稲垣将幸 - 最多本塁打（2017年）、ベストナイン（2017年）。香川での登録名は「クリス」。
- 岡村瑞希 - ベストナイン（2017年）
- 押川魁人 - 最多盗塁（2022年）、ベストナイン（2022年、指名打者）
- 加登脇卓真 - 元・読売ジャイアンツ
- 国本和俊 - 首位打者（2010年）、ベストナイン（2006年、2010年、2011年）、2012年 - 2013年キャプテン。在籍時は外野手経験もあり。
- 高下拓 - 退団後、兵庫ブルーサンダーズおよび和歌山ファイティングバーズ代表（香川退団後に「高下沢」に改名）
- 小牧泰士 - 2017年キャプテン
- 近藤智勝 - ベストナイン（2006 - 2009年）、2005年キャプテン。2012年よりコーチ。2020年より監督（2023年まで）。
- シェパード・シバンダ - 野球ジンバブエ代表選手。
- 妹尾克哉 - 首位打者（2018年）、ベストナイン（2018年）
- 中村道大郎 - ベストナイン（2019年、2020年）、2019年キャプテン
- 中本翔太 - 最多本塁打（2014年）、ベストナイン（2014年）
- ペドロ・シリアコ - 元アトランタ・ブレーブス
- 宝楽健吾 - ベストナイン（2020年）
- 望月涼太 - ベストナイン（2021年）
- 山本恵介 - 現・競輪選手（100期）
- 若林春樹 - ベストナイン（2006年）

外野手
- 板倉寛樹 - ベストナイン（2016年）
- 井吉信也 - 2006年 - 2007年キャプテン
- 小栗健太 - 2014年キャプテン
- 尾中博俊
- 笠井要一 - ベストナイン（2009年）
- 加藤次郎 - ベストナイン（2018年）
- 金井雄一郎 - ベストナイン（2008年）
- 川上智也 - ベストナイン（2021年）
- コディ・カークランド
- 近藤洋輔 - ベストナイン（2007年）、2008年 - 2010年キャプテン
- 桜井広大 - 元・阪神タイガース。最多打点（2013年）、最多本塁打（2013年）ベストナイン（2012年、2013年）
- 島袋翔伍 - ベストナイン（2011年、2012年）
- 島袋涼平 - 練習生として在籍
- 白方克弥 - ベストナイン（2019年）、2019年キャプテン
- 宋皞均 - ベストナイン（2019年、2020年）
- トム・ブライス - アテネ五輪、2006WBCオーストラリア代表
- 中川竜也 - 最多本塁打（2015年）、ベストナイン（2015年）
- 堀北彰人 - ベストナイン（2021年）、2021年キャプテン
- 松井聖 - 退団後、信濃グランセローズに入団して捕手に転向。2020年に東京ヤクルトスワローズより育成指名を受ける。
- 宗雪将司 - 2015年 - 2016年キャプテン。
- 八木裕章 - ベストナイン（2005年）

## 歴代監督
- 芦沢真矢（2005年 - 2006年）
- 西田真二（2007年 - 2019年）
- 松中信彦（2020年、総監督）
- 近藤智勝（2020年 - 2023年）
- 岡本克道（2024年）